# Мальський Аркадій Аркадійович
Мальський Аркадій (Андрій Ельворті; Олександр Мальський) (нар. 1901, Мелітополь — пом. ?) — український актор.
Народився 1901 р. в Мелітополі.
Знявся у фільмах: «Червона зірка» (1919), «Вовчий діл» (1921, прапорщик), «Голод і боротьба з ним», «Шведський сірник» (1922, Миколка), «Ряба теличка» (дід Максим), «Сон Товстопузенка» (селянин), «Лісовий звір» (1924, Фомін та піп), «Сіль» (другий невідомий), «Генерал з того світу» (піп), «Димівка» (Мирон Симонович), «Укразія» (1925, хазяїн китайської курильні і дячок), «Винахідник» (вартовий), «Тарас Шевченко» (1926, д'як), «Гамбург» (Пфайфер, сищик), «Микола Джеря» (піп), «Тарас Трясило» (1926, Попсуй), «Вибух» (Штейгер), «Млин на узліссі» (Шипов), «Навздогін за долею» (1927, дід-мирошник), «Митько Лелюк» (1938).